# Estación Toco Toco
Toco Toco es una estación de ferrocarril ubicada en la ciudad de Cruz del Eje, provincia de Córdoba, Argentina. No presta servicios desde principios de la década de 1990.

## Ubicación
Se ubica a 3 km al sur de la ciudad de Cruz del Eje, y a 200 m de la Ruta Nacional 38.
Se encuentra en el Km 503.5 del Ramal A1 del Ferrocarril General Belgrano. Este ramal sólo presta servicios de pasajeros entre Cosquín y Valle Hermoso dentro de la Ciudad de Córdoba.

## Toponimia
Toco Toco se traduce en las distintas lenguas habladas por los nativos locales (comechingòn, aimara, quichua, cunza y aleutiak) como: por los hoyos, tierra de muchos hoyos, huecos, quebrada y honduras, barro o piedra.